# Argenteohyla siemersi pederseni
La rana pintada o rana de Pedersen  (Argenteohyla siemersi pederseni) es una de las dos subespecies   que integran la especie de anfibio Argenteohyla siemersi, del monotípico género Argenteohyla, perteneciente a la familia Hylidae. Es un taxón endémico del centro-este del Cono Sur de América del Sur, en altitudes menores a los 90 m s. n. m.. 

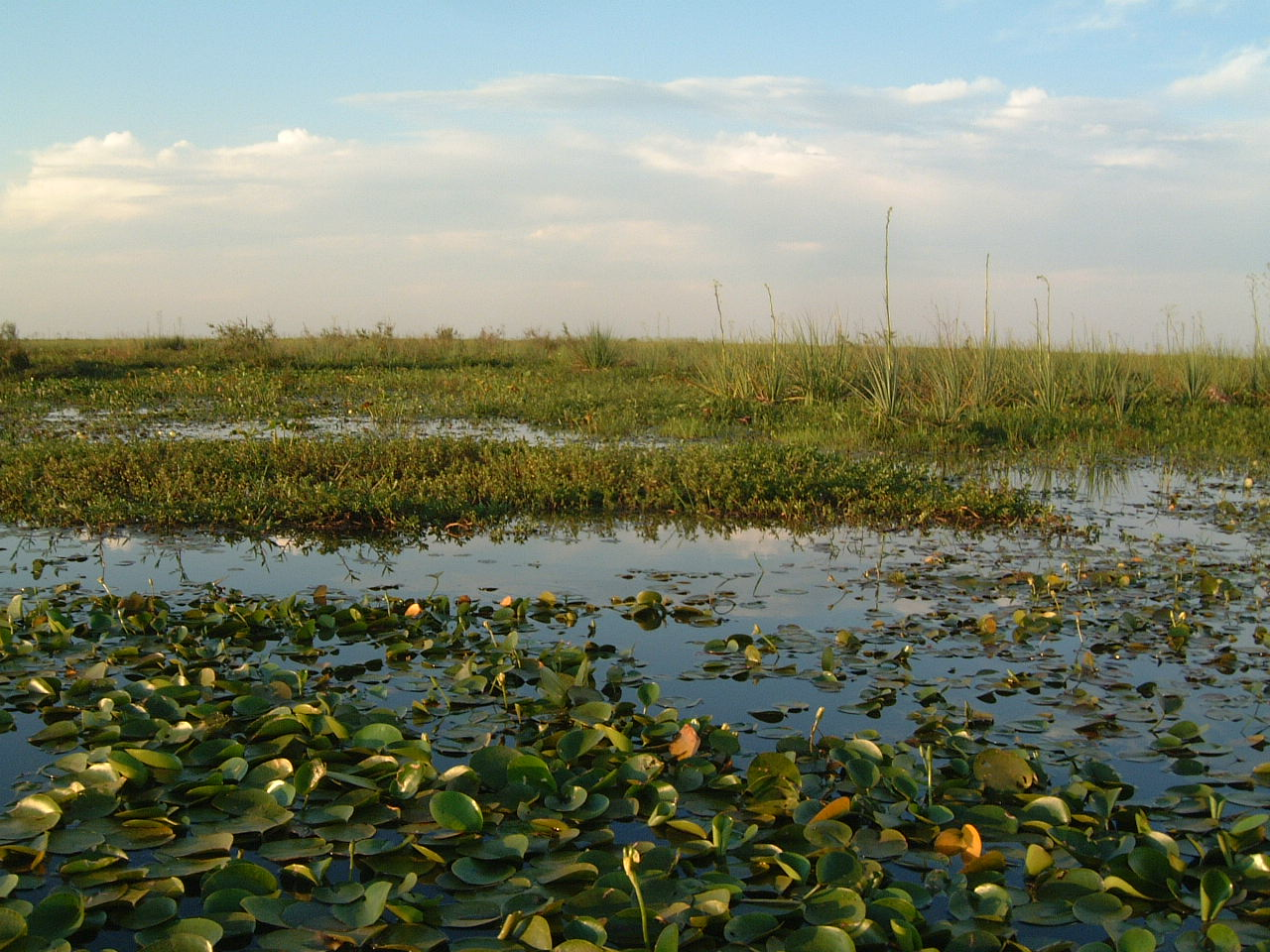
Los esteros del Iberá es uno de los ambientes donde este anuro habita.

## Distribución y hábitat
Esta subespecie habita en humedales subtropicales con vegetación diversa de ambientes fitogeográficamente ubicados en el distrito fitogeográfico chaqueño oriental de la provincia fitogeográfica chaqueña, correspondientes a la ecorregión terrestre chaco húmedo, o su sección con características propias: los esteros del Iberá. Además también fue encontrada en un área de transición entre las ecorregiones delta e islas del río Paraná y espinal, en áreas pantanosas cubiertas de Pontederia cordata,  Pistia stratiotes,  Salvinia biloba,  Eichhornia crassipes,  Sagittaria montevidensis, etc., y rodeadas de ambientes arbolados boscosos o tipo parque integrados por Prosopis alba, P. affinis, P. nigra, Salix humboldtiana,  Acacia caven, etc.
Siempre se encuentra en altitudes menores a los 90 m s. n. m..

### Distribución
Se distribuye en el nordeste de la Argentina y en el sur del Paraguay. Su geonemia se presenta en forma de parches, separados unos de otros. 

#### Argentina
En la Argentina fue colectada escasamente en el norte de la mesopotamia, y en la región presente al otro lado del río Paraná.
Menciones generales para Entre Ríos y sur de Misiones no pudieron ser confirmadas. Sus localidades de colecta, según las provincias, son:
Corrientes
- Colonia Carlos Pellegrini, departamento San Martín
- Ciudad de Corrientes, departamento Capital
- San Cosme, departamento San Cosme
- San Roque, departamento San Roque
- Parque nacional Mburucuyá, departamento Mburucuyá.

Santa Fe,
- Cayastá, Departamento Garay: pantano a aproximadamente 10,5 km de distancia de la ruta provincial N° 1 31°10′21.10″S 60°15′31.73″O / -31.1725278, -60.2588139.[5]

#### Paraguay
En el Paraguay cuenta con una única localidad.
Departamento de Guairá
- Villarrica

## Taxonomía
Esta subespecie fue descrita originalmente en el año 1994 por los herpetólogo Jorge D. Williams y Andrés Bosso.
Holotipo
El ejemplar holotípico es una hembra adulta archivada bajo el código MLP.A. 876, colectada por Jorge D. Williams el 28 de octubre de 1989.
Localidad tipo
La localidad tipo es: cruce de la ruta nacional 12 y el río Santa Lucía, en las proximidades de la ciudad de San Roque, departamento San Roque, Provincia de Corrientes, Argentina.
Etimología
Etimológicamente, el término específico pederseni rinde honor al naturalista y botánico danés —nacionalizado argentino— Troels Myndel Pedersen quien trabajó extensamente en el nordeste argentino, donando su establecimiento de campo para establecer en él el parque nacional Mburucuyá, en la provincia de Corrientes.
Relaciones taxonómicas
Si bien a Argenteohyla siemersi pederseni se la trata como una de las dos subespecies que componen la especie Argenteohyla siemersi presentando una distribución netamente disyunta, su estatus taxonómico no es del todo claro, pues podrían tratarse de dos buenas especies, atendiendo a las características de sus cantos. Según los resultados de un estudio bioacústico, el canto nupcial de A. s. pederseni es variable, tanto en el número de notas como en su duración. Además, vocaliza integrando dúos en sincronía, evitando que se supergongan sus notas. Finalmente, tanto en el número de notas como en la frecuencia fundamental presenta cifras mayores que las que exhibe A. s. siemersi. Estudios cromosómicos podrán ayudar a definir el real estatus de este taxón.

## Características y costumbres
Posee una coloración general de fondo cobre-ocráceo a bronceado, con un diseño reticulado zigzagueante de color negruzco que aísla manchas de distinto tamaño del color del fondo, el cual predomina en el dorso, salvo dos nítidas y diagnósticas bandas longitudinales paravertebrales que se extienden desde los párpados hasta la región inguinal, y una tercera ubicada entre estas,  semiformada por manchas agrupadas. En cada lado, parte del diseño negro toma una forma de banda gruesa y así cruza el tímpano, luego el ojo, y finaliza en la narina, donde las bandan negras de ambos lados se unen. El iris es rojizo, tonalidad que también se hace presente suavemente en la región posterior y en los miembros inferiores, y ya marcadamente en la región ventral, que es castaño-violácea, salpicados los lados y extremidades por lunares rojos hasta la región gular. A. s. pederseni es un 15 % más pequeña  que A. s. siemersi.
Pasa las horas del día oculta en las axilas de las espinosas hojas de las bromelias que cubren el sotobosque del bosque integrado por timbó colorado, espina corona, alecrín, y palmera pindó.